# Camp Joe Holt

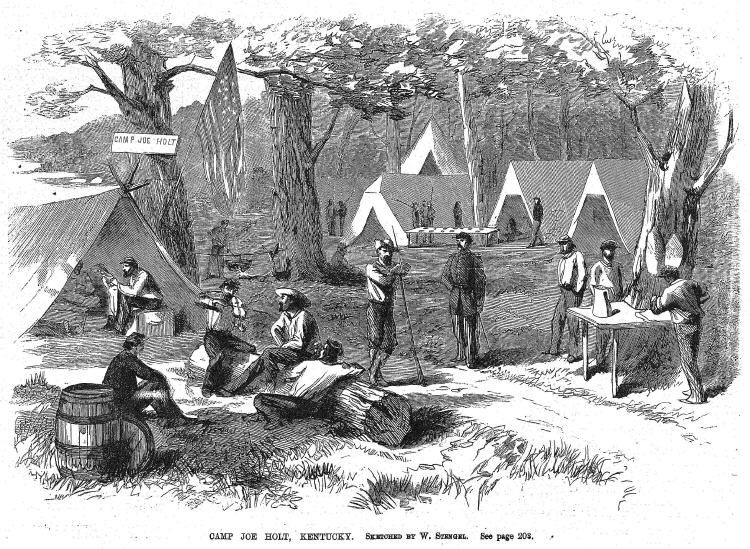
Camp Joe Holt (1861)

Camp Joe Holt war ein Militärstützpunkt der Union-Armee während des Sezessionskriegs, der sich in Jeffersonville, Indiana, auf der anderen Seite des Ohio River von Louisville, Kentucky befand. Aktuell liegt der ehemalige Standort des Militärstützpunkts in Clarksville, Indiana, in der Nähe des Falls of the Ohio Interpretive Center. Es diente als wichtiger Truppensammelplatz für die Truppen, die am westlichen Kriegsschauplatz teilgenommen hatten, in Vorbereitung auf eine Invasion der Konföderierten Staaten von Amerika.
Seine Gründung war der erste große Schritt der Kentucky Unionists, um zu verhindern, dass Kentucky sich der Konföderation anschließt, erbaut auf einem von Colonel S. H. Patterson gepachteten Grundstück. Benannt wurde es zu Ehren von Joseph Holt, der nach dem Rücktritt von John B. Floyd etwa 60 Tage lang James Buchanans Kriegsminister war.
Holt war ein starker Befürworter der Union. Colonel Lovell Rousseau eröffnete Camp Joe Holt im Juni 1861, um Rekruten aus Kentucky für die Union-Armee anzuwerben, die meisten davon aus Louisville. Ein Kiefernholzbrett mit der Aufschrift „Camp Joe Holt“ wurde am zweiten Einsatztag von einem Captain Trainor an einen Baum am Eingang des Camps genagelt.

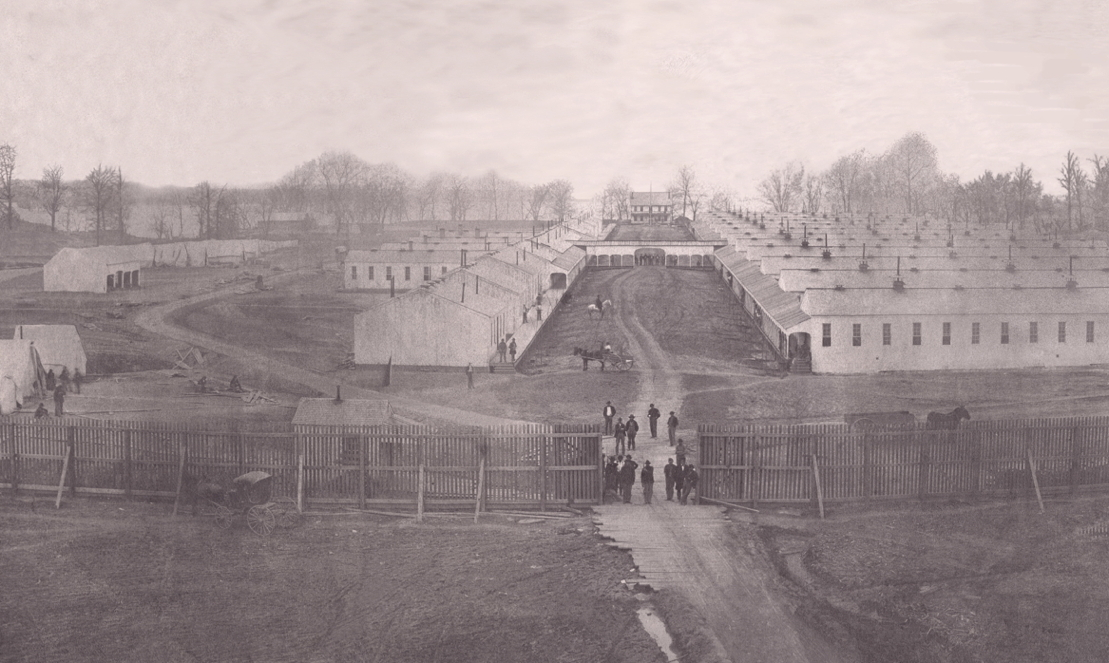
Camp Joe Holt, Vollansicht – 1862

Das Camp wurde in Indiana errichtet, weil man befürchtete, dass der Bau von Truppenstützpunkten in Kentucky dazu führen würde, dass Kentucky aus der Union austritt und der Konföderation beitritt. Bis Anfang September 1861 wurden 2000 Soldaten rekrutiert und bildeten das 5. Kentucky-Infanterie-Regiment mit dem Spitznamen „Louisville Legion“.
Das 49. Indiana-Infanterie-Regiment wurde bei Camp Joe Holt von Colonel John W. Ray, einem ehemaligen Stadtrat von Jeffersonville, organisiert. Lieutenant Colonel James Keigwin, ein ehemaliges Mitglied der Clark Guards, diente als Unterstützung bei dem Versuch. Das 49. Indiana-Infanterie-Regiment war das einzige Regiment, das in Clark County, Indiana, formiert wurde.
Camp Joe Holt diente von 1862 bis Februar 1864 als Sammelkrankenhaus, bis das Jefferson General Hospital in Port Fulton, Indiana, 1,5 Meilen flussaufwärts eröffnet wurde. Anschließend diente es bis Kriegsende wieder als Militärlager.
Patterson behielt sich das Recht vor, die Regierungskapelle zu entfernen, die später zur St. Paul’s Episcopal Church werden sollte.